# Stefan Glowacz
Stefan Glowacz (* 22. März 1965 in Tittmoning, Bayern), aufgewachsen in Oberau bei Garmisch-Partenkirchen, ist ein Profi-Bergsteiger und Extremkletterer.

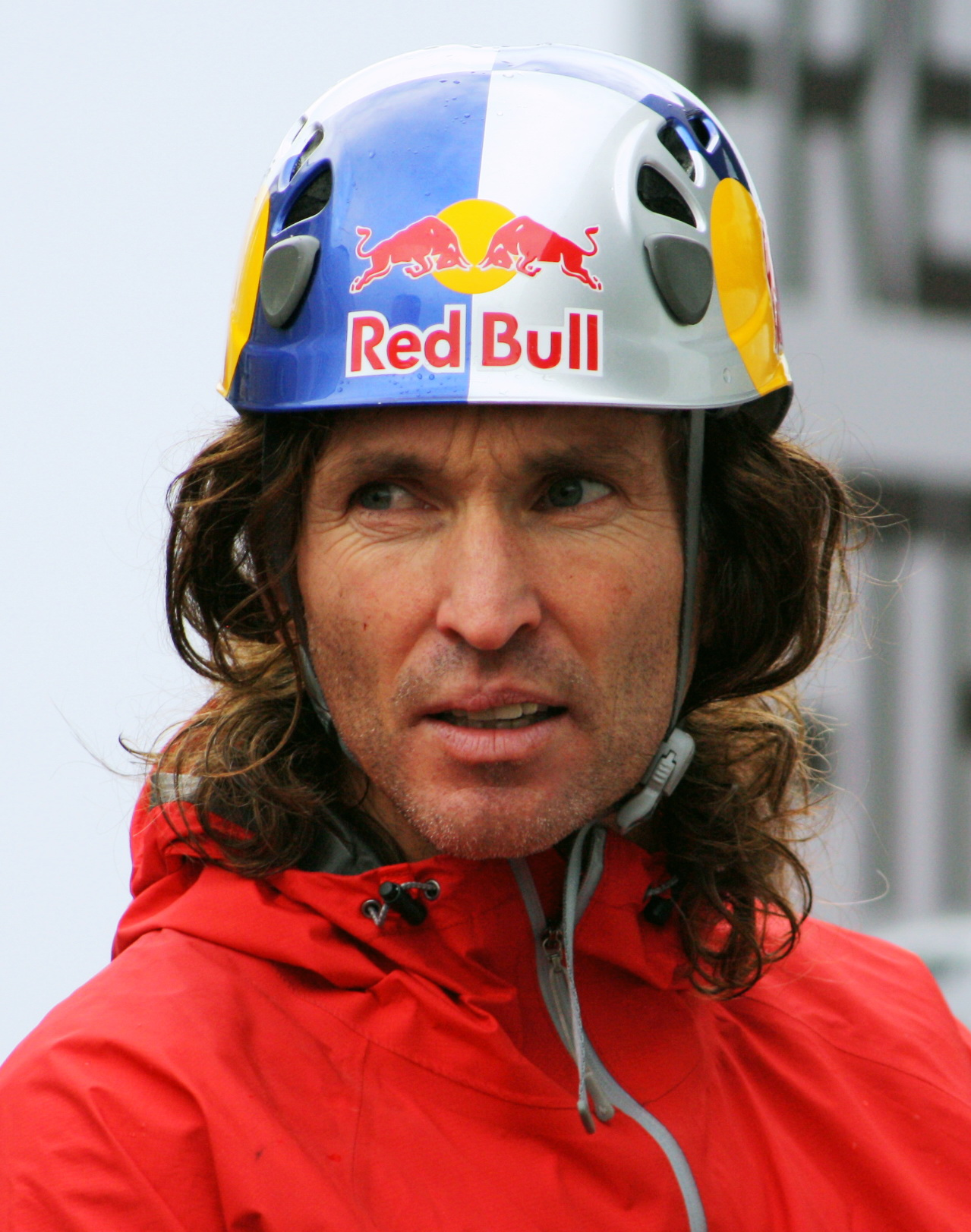
Stefan Glowacz

## Leben
Stefan Glowacz begann im Alter von 15 Jahren mit dem Klettern und schaffte innerhalb kurzer Zeit den Sprung in die Weltspitze. Nachdem er zunächst eine Werkzeugmacherlehre angetreten hatte, entschloss er sich 1985, mit 20 Jahren, eine Profi-Laufbahn als Kletterer einzuschlagen, und gewann gleich seinen ersten großen Wettkampf in Bardonecchia (Italien). Weitere spektakuläre Erfolge folgten. So gewann er 1987 erstmals das Rockmaster im italienischen Arco und erregte dadurch mediales Interesse. Zwei weitere Siege beim gleichen Wettbewerb folgten 1988 und 1992.
1993 beendete er nach einem Vizeweltmeistertitel bei der Kletterweltmeisterschaft die aktive Wettkampfkarriere und widmet sich seitdem den natürlichen Herausforderungen im Felsklettern an entlegenen Wänden der Welt. Zu seinen Begleitern zählten unter anderem Kurt Albert, der ihn für einen geborenen Kletter hielt („natural born climber“), und Holger Heuber. Für den 2010 tödlich verunfallten Albert hielt Glowacz eine Trauerrede.
Glowacz erkannte früh die Möglichkeiten, die die mediale Aufmerksamkeit bieten kann, und nutzte sie auch in finanzieller Hinsicht. 1991 spielte er erstmals in einem Film mit, und zwar in der Hauptrolle in Werner Herzogs „Schrei aus Stein“, der unter teilweise überaus harten Drehbedingungen entstand.
1993 stürzte Glowacz beim Free Solo Climbing, also Alleinklettern ohne jegliche Sicherung, im bayerischen Kochel und verletzte sich schwer. Die Ursache war ein ausgebrochener Griff im Felsen. Dieses Ereignis markierte eine Zäsur in Glowaczs Leben, seitdem kletterte er nicht mehr Free Solo. In einem Interview mit der „Süddeutschen Zeitung“ im Jahr 2011 sprach er selbstkritisch von Arroganz und Überheblichkeit und davon, dass er fälschlich geglaubt habe, er habe alles im Griff. In einem weiteren Interview wenige Wochen später kritisierte er die Medien, die Free-Solo-Leistungen unkommentiert und unreflektiert als Heldentaten feierten und dadurch junge Kletterer dazu animierten, ihr Leben aufs Spiel zu setzen. Wiederholt äußerte er, das Klettern sei in Wirklichkeit „die unnützeste Sache der Welt“.
Glowacz ist bis heute ein gefragter Vortragsredner im Sport- und Wirtschaftsbereich; unter anderem war er im Oktober 2005 als eine Art Motivationstrainer zu Gast bei der deutschen Fußballnationalmannschaft. Der frühere Nationaltorwart Oliver Kahn äußerte sich in einem Bild-Interview später: „Glowacz würde am Berg nie sagen: Mir ist es zu steil, zu hoch, zu kalt, zu glatt, zu windig. Das könnten Menschen wie er gar nicht. Weil er immer weitergehen will, immer schauen, was passiert, um sich als Mensch weiterzuentwickeln.“
Im Sinne der Umweltbewegung demonstrierte Glowacz 2010 medienwirksam gegen die Eröffnung der Aussichtsplattform AlpspiX in der Nähe der Alpspitze und verlieh seinem Protest auch durch einen zwischenzeitlichen Austritt aus der Sektion Garmisch-Partenkirchen des Deutschen Alpenvereins Ausdruck. Des Weiteren machte er sich für den Rückbau bzw. die Nichteinrichtung von Klettersteigen in den Alpen stark.
2018 durchquerte Glowacz Grönland mit Snowkites, wobei er wiederum ein Zeichen für ökologische Verträglichkeit setzen wollte: Die Reisen von Schottland nach Grönland und zurück legte er mit einem Segelschiff zurück, und die Fahrten von Bayern zum schottischen Hafen und zurück fuhr er mit einem Elektroauto.
1996 war Glowacz Mitbegründer des Unternehmens Red Chili (mittlerweile zugehörig zu Edelrid), das vor allem Kletterschuhe sowie seit 2014 Bekleidung herstellt; auch an der Vermarktung der Produkte war Glowacz von Anfang an beteiligt. Herausgeberisch tätig ist er für die Zeitschrift Allmountain, die im Verlag Delius Klasing erscheint.
Glowacz ist in zweiter Ehe mit der Fotografin, Podcast-Produzentin und Gründerin einer Werbeagentur Tanja Valérien-Glowacz, der Tochter von Harry Valérien, verheiratet und Vater von Drillingen.

„Du musst von dem, was du tust, besessen sein, nur so kannst du wirklich Grenzen verschieben.“

„Es macht mir unglaublich Spaß, andere zu inspirieren, ebenfalls aufzubrechen, ihnen etwas vorzuleben, was sie sich in dem Moment vielleicht noch nicht zutrauen.“

## Erfolge
- 1985: Sieger beim Sport Roccia (Bardonecchia, Italien)
- 1987, 1988, 1992: Sieger Rockmaster (Arco, Italien)
- 1992: Sieger beim inoffiziellen Demonstrationswettkampf der Olympischen Spiele in Albertville, Frankreich
- 1993: Vizeweltmeister (Innsbruck, Österreich)

## Unternehmungen
- 1994: Erstbegehung „Des Kaisers neue Kleider“ Wilder Kaiser, Österreich (X+ (UIAA)), Grönland-Expedition, Erstbegehung „Moby Dick“ (IX+)
- 1995: Kanada-Expedition, Erstbegehung „Fitzcaraldo“ (VIII+)
- 1996: Erstbegehung mit Kurt Albert in den Dolomiten: Südwand der Kleinen Zinne „Gelbe Mauer“ (IX)
- 1997: Ostgrönland-Expedition, Erstbesteigung „Nordlicht“ am Tupilak (VIII+)
- 1999: Segel- und Kletterexpedition in die Antarktis, Erstbesteigung „Hart am Wind“ (IX)
- 2000: Kletterexpedition Vietnam; Kletterexpedition nach Baffin Island (IX)
- 2001: Kletterexpedition Mexiko „El Gigante“ (IX+)
- 2003/04/05: Patagonien Murallón bei El Chaltén, Provinz Santa Cruz, Argentinien, „The lost world“ (VIII), „Vom Winde verweht“ (IX)
- 2004: Erstbegehung Titlis Engelberg/Schweiz „Letzte Ausfahrt Titlis“ (X-)
- 2006: Kletterexpedition an den Acopan-Tepui Tafelberg in Venezuela, Erstbegehung der Route „Purgatory“ (IX)
- 2008: Kletterexpedition nach Baffin Island, Begehung der Route „The Bastions“ (X-) am „Buchan Gulf“
- 2009: Kletterexpedition Minas Gerais/Brasilien „Place of happiness“ (IX), Non-Stop-Begehungsversuch der Route „Royal Flash“ am Fitz Roy/Patagonien
- 2010: Erstbegehung der Route „Behind the Rainbow“ (IX+/X-), am Roraima Tafelberg im Dreiländereck von Guyana, Venezuela, Brasilien
- 2013: Kletterexpedition zur Höhle Madschlis al-Dschinn, Erstbegehung "Into the Light" (8b+) mit Chris Sharma
- 2018: Durchquerung des grönländischen Inlandeises mit Hilfe von Snowkites

## Bücher
- Richtig Freiklettern (zusammen mit Wolfgang Pohl)
- Rocks around the World (zusammen mit Uli Wiesmeier)
- Hoch hinaus: Ein Verkäufer und ein Bergsteiger auf Erfolgstour (zusammen mit Kai Pfersich)
- On the Rocks: Leben an den Fingerspitzen (mit Ulrich Klenner)
- Expeditionen. Extremklettern am Ende der Welt (zusammen mit Tanja Valérien-Glowacz, Delius-Klasing-Verlag, Bielefeld 2011, ISBN 978-3-7688-3339-4)
- 10 Gebote um Abstürze zu vermeiden: Erfolgsstrategien für Beruf und Alltag (zusammen mit Mila Hanke)
- Jäger des Augenblicks: Traumland Venezuela – hinter den Kulissen einer Abenteuerfilm-Expedition (zusammen mit Holger Heuber und Klaus Fengler; auch gleichnamiger Film existent)
- Into the light, zusammen mit Chris Sharma

## Filme
- Cerro Torre: Schrei aus Stein (1991)
- Fire, Ice and Dynamite
- Titlis – Chronik einer Erstbegehung, DVD
- The Race, DVD
- Facing Obsession, DVD, Patagonien-Expedition
- Acopan, DVD, Venezuela-Expedition
- Ausgesetzt, DVD, Baffin-Island-Expedition
- Jäger des Augenblicks – Ein Abenteuer am Mount Roraima (2013)[10]
- Into the Light (2014)[11]
- Walls on Silk Road (2023)[12]